# San Juan Guelavía Zapotec (jezik)
San Juan Guelavía Zapotec jezik (guelavía, western tlacolula zapotec, zapoteco de san juan; ISO 639-3: zab), jedan od individualnih zapotečkih jezika kojim govori preko 28 000 Zapoteka na području meksičke države Oaxaca. Nekoliko stotina ljudi govori ga na području SAD-a gdje su došli iz ekonomskih razloga
Govori se nekoliko dijalekata: jalieza zapotec, teotitlán del valle zapotec i san martín tilcajete zapotec.

## Vanjske poveznice
- Ethnologue (14th)
- Ethnologue (15th)